# Сага за Гисли
Сага за Гисли (на исландски: Gísla saga Súrssonar) е най-трагичната от исландските саги, разказваща за човек, обявен извън закона, който в продължение на тринадесет дълги години се укривал из различни кътчета на Исландия и се борел с враговете си, които го преследвали, за да го убият. Тази сага се предавала дълго време в устната традиция и била записана чак през 13 в. Събитията, описани в нея, са се случили между 962 и 978 г.

## Сюжет
Сагата разказва трагичната история за чест и отмъщение в едно семейство. В Исландия живели двама братя – Гисли и Торкел и тяхната сестра Тордис. Гисли бил женен за Ауд и бил побратим с нейния брат Вестейн. Приятелството между Гисли и Вестейн било толкова голямо, че Гисли направил една монета, която разделил на две половини и дал на Вестейн едната с молба, ако някога някой от двамата се намира в беда, да изпрати на приятеля си своята половинка в знак, че се нуждае от помощ. Другият брат, Торкел, от своя страна бил женен за Асгерд. Един ден Торкел подслушал разговора между двете жени – Асгерд и Ауд, и чул признанието на съпругата си, че е влюбена във Вестейн. Потресен от чутото, той изрекъл следните пророчески фрази: „Чух ужасни думи! Чух фатални думи! Чух думи, които ще доведат до смъртта на един или на мнозина“. Същата вечер Торкел не пожелал да си легне до жена си, но тя го заплашила, че ако чутото не си остане между тях, ще се разведе с него и ще си вземе обратно цялата зестра, която баща ѝ е дал за нея. Торкел изглеждало, че се примирил. Но съвсем скоро той поискал да се отдели от брат си Гисли, с когото дотогава живеели заедно в една ферма и да си разделят бащиното наследство. Гисли се съгласил. За Гисли останала земята, а Торкел взел движимото имущество и се преместил в имението на сестра си Тордис и нейния мъж Торгрим, с когото го свързвало голямо приятелство.
Минало лятото и в началото на зимата, когато според обичая се провеждали големи празненства, Торкел и Торгрим също подготвили свое пиршество и поканили един местен, за когото се знаело, че бил изкусен маг. Заключили се с него в ковачницата и изковали копие, на което били изписани тайни знаци. Гисли подочул, че Торкел готви нещо недобро и изпратил по свои хора своята половина от монетата, за да предупреди Вестейн да не се връща във фермата. По това време Вестейн пътувал по работа до Англия. Пратениците се разминали по пътя с Вестейн и ето, че той се върнал във фермата при Гисли. Донесъл бил за всички подаръци, но когато изпратил подаръка на Торкел, той отказал да го приеме.
Следващите две нощи Гисли спал неспокойно и му се присънвали лоши сънища, но когато хората му го питали за това, той не пожелал да ги разкаже. На третата нощ започнала такава буря, че продънила покрива на дома, а веднага след това завалял проливен дъжд, какъвто никой не помнел. Гисли скочил и повикал хората си и всички побегнали навън да прибират сеното. Вестейн също поискал да отиде с тях, но Гисли му казал да си почива. Така в къщата останали само Вестейн, сестра му Ауд и един от робите на Гисли на име Торд. Понеже покривът бил протекъл от бурята, Вестейн и Ауд преместили леглата си и ги сложили покрай стената, за да не им тече, и отново си легнали. Малко преди разсъмване някой тихо влязъл в стаята, надвесил се над Вестейн, който бил буден, и забил в гърдите му копие преди той да успее да направи каквото и да било. Вестейн се опитал да стане, но паднал мъртъв до леглото. Ауд се събудила и повикала роба Торд, като го помолила да извади копието от раната, защото по онова време се смятало, че който извади оръжието от раната трябва да отмъсти, а ако оръжието остане в раната, се приемало, че смъртта била заслужена и мъст нямало да има. Но робът се страхувал от мъртъвци и не посмял да се приближи. Тогава се върнал Гисли и виждайки какво се било случило, сам извадил копието от тялото на Вестейн, а после седнал съкрушен до него и наредил да подготвят погребението. Той изпратил един от хората си да разузнае какво се върши в дома на Торкел и Торгрим, и пратеникът му като се върнал разказал, че ги заварил и двамата в доспехи и въоръжени. Гисли казал, че точно това и очаквал.
На погребението на Вестейн Торкел и Торгрим дошли с много техни хора, и Торгрим поднесъл обувки, с които по обичая да обуят покойника, за да го приемат във Валхала. След като засипали погребалната могила над тялото, седнали на кургана и Гисли разказъл на Торкел за сънищата си. „Първата нощ ми се присъни, че от един двор изпълзя змия, която ужили смъртоносно Вестейн. Втората нощ сънувах как от същия двор изскочи вълк и смъртоносно ухапа Вестейн. Не исках да разказвам тези сънища, за да не се сбъднат.“ Тогава Торкел му казал да не се съсипва много от скръб и че би искал да организират игри, за да се повеселят и да си оправят отношенията. Гисли отвърнал:„Съгласен съм. Но при едно условие – ако и на теб се случи подобно нещо, обещай ми да се държиш така както сега искаш от мен да се държа.“ Торкел се съгласил.
На игрите Гисли и Торгрим играли с топка на заледеното езеро. При едно от отиграванията, Торгрим, който отстъпвал по сила на Гисли, го задържал, пречейки му да вземе топката, и Гисли го проснал на земята с такава сила, че на Торгрим му потекла кръв от носа. Тогава Торгрим бавно се изправил, погледнал към кургана на Вестейн и казал: „Копието със звън в сърцето заседна. Какво пък, заслужено беше.“ Гисли на свой ред отвърнал:„Топката удари героя по тила. Какво пък, заслужено беше.“
Минала една година. За следващото есенно пиршество, когато се подготвяли за празника Торгрим се сетил за миналогодишния подарък от Вестейн, който Торкел не приел (ковьор за стена) и убедил Торкел да прати човек при Гисли да си го поискат, за да украсят. Гисли им го изпратил, но вечерта взел копието, с което бил убит Вестейн, влязъл в дома на Торгрим и го пронизал докато спял. После незабелязано си тръгнал. Копието било изтеглено от тялото на мъртвеца от неговия брат Бьорк, който и следвало да отмъсти за неговата смърт.
Тъй като не се знаело кой е убиецът, Бьорк помолил същия маг, който направил копието, да направи заклинание виновникът да не получи покой и помощ никъде в страната. Междувременно Бьорк се оженил за Тордис, вдовицата на Торгрим, която била бременна от брат му. Синът, който тя родила, бил Снори Торгримсон, герой от Сага за хората от Пясъчния бряг. Случило се така обаче, че Тордис се досетила, че Гисли е убил Торгрим и го издала на Бьорк, а Бьорк поискал от Тинга (народното събрание на Исландия) да наложи наказание. И Гисли бил обявен извън закона. Той избягал с жена си на един от фиордите. В продължение на тринадесет години той се криел из затънтени краища на Исландия, в пещери, понякога на фиорда при жена си Ауд, и винаги, когато можел търсел помощ от влиятелни исландци да се застъпят за него пред Тинга, но заради заклинанието на мага всеки път усилията му удряли на камък и дори когато те се съгласявали, все нещо ги възпрепятствало да му помогнат. Според обичая когато някой бил обявен извън закона, всеки който го срещнел имал право да го убие, но Гисли бил много умен и съобразителен и това му помогнало толкова дълго да оцелее.
Бьорк наел хора, които да го търсят, но Гисли дълго им се изплъзвал. Все пак накрая бил заграден на една скала и там след славен бой загинал, убивайки осем от четиринадесетте души, които го преследвали. 
Сестрата на Гисли, Тордис, въпреки че го предала, научавайки за гибелта му, се опитала да отмъсти за него, но само ранила убиеца му. После се развела с Бьорк. Торкел бил убит от синовете на Вестейн.

## Значение
„Сага за Гисли“ дълго е занимавала изследователите. Смята се, че съдбата на Гисли е била дори още по-трагична от описаното в сагата поради това, че действителният убиец на Вестейн е по-вероятно да е бил Торкел, братът на Гисли. В такъв случай Гисли, за да спаси брат си, нарочно е насочил подозренията към Торгрим, защото ако е станело известно, че Торкел е убиецът, тогава Гисли е щял да бъде принуден да убие собствения си брат, за да отмъсти за побратима си.  Неслучайно после синовете на Вестейн, които явно са били наясно кой е истинският убиец на баща им, убиват Торкел. Ако това предположение на изследователите е вярно, то тогава съдбата на Гисли е още по-трагична, защото след като бил обявен извън закона, той търсел помощ от Торкел, но брат му отказал да му помогне и тук контрастът между благородството на Гисли и неблагодарността на Торкел става още по-видим.